# 2-萘甲酸钾
2-萘甲酸钾是一种羧酸盐，化学式为C11H7O2K。它可由2-萘甲酸和氢氧化钾反应制得。它和4-氯甲苯在催化下于喹啉/N-甲基吡咯烷酮（1∶1）中190 °C反应，可以得到2-(4-甲苯基)萘。